# كلية إدارة الأعمال بجامعة إكستر
كلية إدارة الأعمال بجامعة إكستر هي واحدة من كليات إدارة الأعمال الرائدة في أوروبا ، وهي مصنفة ضمن أفضل كليات إدارة الأعمال في العالم. تأسست من قبل جامعة إكستر في عام 2008 ، وتقع في حرم ستريثام الجامعي داخل مدينة إكستر. تمنح الكلية درجة البكالوريوس والدراسات العليا في برامج الأعمال والاقتصاد والتسويق والتمويل والمحاسبة والإدارة. كما تمنح درجة الماجستير في تخصص إدارة الأعمال الذي يركز على الاستدامة ، وبرنامج ماجستير مخصص في الإدارة ، بالإضافة إلى برامج أبحاث الماجستير والدكتوراه.
تستخدم الكلية دراسات القيادة المنهجيات التي تقوم تضمين الخبرات القديمة والحالية، كما يستخدم التدريب الشخصي والموارد المعتمدة على الويب من أجل تسهيل تلك العمليات.
وتقوم الكلية بعقد المؤتمرات والندوات بالإضافة إلى عدد من الشبكات، وكلها توفر منتديات من أجل نشر ومشاركة الأبحاث والأفكار المتعلقة بنظريات وممارسات القيادة. وتعتمد الأبحاث بشكل رئيسي على مصالح الموظفين الأكاديميين، وغالبًا ما تمتد بما يتجاوز الحدود النظامية لكليات إدارة الأعمال.

## التاريخ
منحت جامعة إكستر أول ماجستير في إدارة الأعمال في عام 1988 عندما تأسس مركز الدراسات الإدارية. وفي عام 1998 ، أنشأت كلية إدارة الأعمال بجامعة إكستر بعد دمج أقسام الإدارة والاقتصاد والمحاسبة والمالية. قامت الكلية بعد تشكيلها بتوظيف 38 أكاديميًا بدوام كامل ، وبحلول عام 2013 ارتفع هذا العدد إلى أكثر من 200.

## الطلاب والموظفون
تضم كلية إدارة الأعمال بجامعة إكستر هيئة طلابية دولية تتكون من 93 جنسية مختلفة وأعضاء هيئة تدريس من 29 دولة و 50 مؤسسة شريكة في 24 دولة حول العالم وتخرج منها حتى اليوم 20,195 خريجًا ، نصفهم تقريبًا يعيشون اليوم في 155 دولة. يوضح الجدول أدناه عدد موظفي الخدمات المهنية والطلاب في كلية إدارة الأعمال في العام الدراسي 2015/2016 :
| المستوى                         | العدد |
| ------------------------------- | ----- |
| الموظفون                        | 227   |
| الطلاب                          | 2900  |
| طلاب الدراسات العليا والماجستير | 890   |
| الباحثون بعد التخرج             | 92    |

## الشهرة
كلية إدارة الأعمال بجامعة إكستر هي كلية أعمال دولية مقرها المملكة المتحدة وهي جزء من مجموعة رسل الجامعية ومصنفة ضمن أفضل 100 كلية على مستوى العالم وفقًا لتصنيفات تايمز للتعليم العالي العالمية لعام 2015. احتلت المركز السابع خلال عامي 2015 و 2016 على التوالي وفقًا لصحيفة التايمز و دليل جامعة صنداي تايمز لعام 2016. 

## وصلات خارجية
- Centre for Leadership Studies
- University of Exeter Business School